# Río Tiribí
Río Tiribí är ett vattendrag i Costa Rica. Det ligger i den centrala delen av landet, 10 km väster om huvudstaden San José.